# De Blob 2
De Blob 2 (conocido inicialmente como de Blob: The Underground) es un videojuego de plataformas, secuela de de Blob, lanzado en 2008 exclusivamente para Wii. La mecánica jugable consiste en devolver el color a la monocroma Prismaburgo, salvar a los primanos, pobladores de la ciudad, y vencer a la corporación INKT. Además de los entornos 3D, posee niveles de plataformas en 2 dimensiones, y modo cooperativo para 2 jugadores.
Las versiones de Xbox 360 y PlayStation 3 poseen gráficos en 3D estereoscópicos. 
La versión de PlayStation 3 por su parte, posee el adicional de ser compatible con PlayStation Move.
Cabe destacar que la versión de Wii no posee gráficos en 3D ni HD, pero es idéntico a las versiones de Xbox 360 y PS3 en lo que respecta a jugabilidad, sonido y diseño de niveles.